# Красний Воїн
Кра́сний Во́їн (рос. Красный Воин, ерз. Красный Воин) — селище у складі Чамзінського району Мордовії, Росія. Входить до складу Великомаресевського сільського поселення.

## Населення
Населення — 1 особа (2010; 6 у 2002).
Національний склад (станом на 2002 рік):
- мордва — 100 %